# Il giardino dell'Eden
Il giardino dell'Eden è il secondo libro postumo di Ernest Hemingway, pubblicato per la prima volta nel 1986. Iniziata la stesura del manoscritto nel 1946, l'autore vi lavorò ininterrottamente per i successivi 15 anni.

## Trama
Il romanzo narra fondamentalmente la storia di cinque mesi di vita del protagonista David Bourne, uno scrittore statunitense, e di sua moglie Catherine, mentre si trovano a vivere tra la Costa azzurra e la Spagna; la vicenda inizia con la loro luna di miele in Camargue.
L'uomo però incontra presto una giovane donna di nome Marita, ed entrambi s'innamorano l'uno dell'altra; David inizia così una relazione extraconiugale, mentre il suo rapporto con la moglie via via si deteriora sempre più. La storia continua fino a quando avviene l'apparente separazione tra David e Catherine.

## Temi principali
Hemingway esplora nel giardino dell'Eden i rapporti intercorrenti tra uomo e donna, soffermandosi e mostrando un interesse particolare per i personaggi di tipo androgino e per l'inversione dei ruoli di genere. Il biografo di Hemingway James Mellow sostiene che le idee di "transfert sessuale" nell'opera dell'autore divenne finalmente chiara proprio con questo romanzo: vi è un episodio in cui Catherine convince David a tingersi i capelli del suo stesso colore così da poter sembrare fratelli gemelli.

## Contesto e pubblicazione del libro
Mellow sostiene che la genesi della storia abbia avuto inizio durante la luna di miele di Hemingway con la seconda moglie Pauline Pfeiffer, e poco dopo il divorzio da Hadley Richardson: la rappresentazione del protagonista maschile come scrittore statunitense e quella della moglie come attraente e ricca, rispecchiano i giorni trascorsi con Pauline a Le Grau-du-Roi.
Il romanzo venne pubblicato postumo per la prima volta nel 1986 da Scribner con una tiratura iniziale di 100 000 copie, in forma abbreviata; Hemingway, iniziata la stesura nel 1946, giunse infatti a scrivere circa 800 pagine, continuando a lavorarvi per 15 anni e lasciandolo incompiuto. Nell'edizione pubblicata il romanzo ha 30 capitoli, ma secondo i biografi l'autore aveva raggiunto i 48 capitoli; una nota dell'editore spiega di aver tagliato una lunga sotto-storia , che l'editore ritenne allo stato grezzo e non ancora integrata nella trama principale.